# Marina Georgiewa-Nikołowa
Marina Aleksandrowa Georgiewa-Nikołowa, bułg. Марина Александрова Георгиева-Николова (ur. 10 czerwca 1980 w Sofii) – bułgarska łyżwiarka szybka specjalizująca się w short tracku, medalistka mistrzostw świata i Europy, dwukrotna uczestniczka igrzysk olimpijskich.
Startowała w międzynarodowych zawodach w latach 1998–2013. Trzykrotnie stanęła na podium mistrzostw świata w short tracku – w 1999 roku w Sofii, w 2001 roku w Jeonju i w 2003 roku w Warszawie zdobyła brązowe medale mistrzostw świata w sztafecie. Również trzykrotnie zdobyła medale mistrzostw Europy – w 2007 roku w Sheffield zdobyła srebro w biegu na 1000 m, w 2008 roku w Windawie srebro w sztafecie, a w 2011 roku w Heerenveen brąz w biegu na 1000 m. W 2007 roku stanęła również na podium zawodów Pucharu Świata, zajmując 3. miejsce w Heerenveen w biegu na dystansie 1500 m.
Dwukrotnie uczestniczyła w zimowych igrzyskach olimpijskich. W 2002 roku w Salt Lake City zaprezentowała się w trzech konkurencjach – zajęła szóste miejsce w sztafecie, 15. miejsce w biegu na 500 m oraz 18. na 1500 m. Osiem lat później wystartowała w igrzyskach w Vancouver, podczas których uplasowała się na 17. miejscu w biegu na 1500 m, a w biegu na 500 m została zdyskwalifikowana.